# Pluna
Pluna Lineas Aereas Uruguayas (code AITA : PU, code OACI : PUA) était la compagnie aérienne nationale de l'Uruguay. Son siège social est situé à Carrasco, Montevideo. Elle exploitait des vols réguliers à l'intérieur de l'Amérique du Sud, des vols charter cargo ainsi que des vols charter à partir de son hub principal de l'aéroport international de Carrasco près de Montevideo.
À la suite de la suspension des vols après une grève qui a débuté le 3 juillet 2012 au milieu des difficultés du montage financier, le gouvernement a décidé d'arrêter les opérations et de liquider les actifs de la compagnie aérienne le 5 juillet 2012.

## Histoire
La compagnie a été créée en 1936 sous le nom de Primeras Líneas Uruguayas de Navegación Aérea (d'où l'acronyme PLUNA).
Les frères Márquez-Vaeza, Alberto et Jorge, d'à peine 29 et 22 ans, ont imaginé la première compagnie aérienne de l'Uruguay. ils y parviendront 
le 20 novembre 1936. Leur enthousiasme et leur insistance convaincront l'ambassadeur de Grande-Bretagne, Sir Eugène Millington Drake, avec lequel ils réuniront tous les moyens économiques et techniques afin que leur rêve devienne réalité. 
Les débuts de la société se font avec des biplans bimoteurs De Havilland D.H. 90 (dénommés  "Churrinche" et "San Alberto"). La ville de Salto fut leur première destination régulière, en novembre 1936. PLUNA développera ses destinations en fonction de l'évolution économique du pays. En décembre 1947 le premier vol international est fait à destination du Brésil, au départ de Montevideo et Punta del Este vers Porto Alegre, et plus tard vers San Pablo. 
En 1955, Buenos Aires est desservie.
En mai 1981, premier vol intercontinental vers Madrid.
En juin 1995, « Primeras Líneas Uruguayas de Navegación Aérea », fut privatisé et prit la dénomination « PLUNA LINEAS AEREAS URUGUAYAS S.A. », dont le capital était composé de 49 % à l'État Uruguayen et 51 % au secteur privé.
En juillet 2007, le consortium d'investisseurs Leadgate Investment, prend le contrôle de 75 % de la société ; il souhaite créer une porte d'entrée sur l'Amérique Latine à partir de Montevideo en arrivée d'Europe et des États-Unis 
En octobre 2007, Le transporteur dévoile sa nouvelle image corporative. La même année, sept nouveaux CRJ-900 intègrent la compagnie lui permettant d'ouvrir de nouvelles destinations.
En avril 2010, le transporteur régional d'Air Canada, Jazz Air, prend le contrôle de 25 % de la société.
En septembre et en octobre 2010, trois CRJ-900 supplémentaires sont livrés à la compagnie. En avril 2011, trois options supplémentaires sont prises pour le CRJ-900 pour une livraison entre septembre et novembre 2011, ce qui porte la flotte de PLUNA à treize appareils.
Le 5 juillet 2012, la compagnie fait faillite.

## Flotte
La flotte de PLUNA se composait de 13 CRJ-900 en juin 2012, âgés en moyenne de 2,7 années. Chaque appareil comporte une cabine de 90 places en classe économique. 
PLUNA a également déjà opéré les appareils suivants:
- 2 ATR 42-320
- 2 Boeing 767-300ER
- 8 Boeing 737-200 Advanced
- 1 Boeing 737-300
- 2 Boeing 757-200,
- 1 Douglas DC-10.

## Destinations
- Argentine
  - Buenos Aires (Ministro Pistarini)
  - Buenos Aires (Jorge-Newbery)
  - Córdoba (Ingeniero Ambrosio L.V. Taravella)
  - Rosario (Islas Malvinas)
- Brésil
  - Belo Horizonte (Tancredo-Neves)
  - Brasilia (Juscelino-Kubitschek)
  - Campinas (Viracopos/Campinas)
  - Curitiba (Afonso Pena)
  - Foz do Iguaçu
  - Florianópolis (Hercílio-Luz)
  - Porto Alegre (Salgado Filho)
  - Rio de Janeiro (Rio de Janeiro-Galeão)
  - Salvador (Bahia)
  - São Paulo (São Paulo-Guarulhos)
- Chili
  - Concepción (Chili)
  - Santiago (Comodoro Arturo Merino Benítez)
- Paraguay
  - Asuncion (Silvio-Pettirossi)
- Uruguay
  - Montevideo Aéroport international de Carrasco Hub
  - Punta del Este (Capitán de Corbeta Carlos A. Curbelo)

## Partenariat
PLUNA partageait ses codes avec :
- Iberia (Madrid)
- American Airlines (Miami)